# 朱鹤孙
朱鹤孙（1930年1月—2015年9月20日），曾用笔名朱子系，男，江苏苏州人，中国化工和材料学专家、教育家，曾任北京理工大学校长、教授、博士生导师。